# Kendra Sunderland
Kendra Sunderland (Salem, 16 giugno 1995) è un'attrice pornografica statunitense.

## Biografia
Kendra Sunderland si è diplomata al West Salem High School con l'intenzione di diventare una contabile; durante i suoi studi ha lavorato in una tavola calda nell'Oregon. 
Ben presto si stanca dei lavori tradizionali; inizialmente ha guadagnato molto come camgirl.
Su suggerimento di un suo fan, nell'ottobre del 2014 si esibisce in un luogo pubblico, scegliendo la biblioteca dell'Università statale dell'Oregon, divenendo così nota anche come "Library Girl" ("la ragazza della biblioteca"); nel gennaio 2015 un utente ha caricato su Pornhub il video in cui si masturbava ed è stata immediatamente cacciata dall'Università ed ha anche patteggiato una multa di 1000 $ per l'accusa di atti osceni in luogo pubblico. Immediatamente è stata contattata dalle riviste Playboy e Penthouse, che l'ha eletta Pet of Month per maggio.
Si è, quindi, trasferita a Los Angeles per intraprendere la carriera nell'industria pornografica nel 2016 per Vixen e Tushy sotto la direzione di Greg Lansky. Nel 2017 ottiene il suo primo AVN Award per la miglior scena, Natural Beauties. 
Dal 2020 ha un contratto in esclusiva con Brazzers.

## Riconoscimenti
- AVN Awards
  - 2017 – Best Boy/Girl Sex Scene per Natural Beauties con Mick Blue[11]
  - 2018 – Best Three-Way Sex Scene - Boy/Boy/Girl per Kendra's Obesession con Jason Brown e Ricky Johnson[12]

- XBIZ Awards
  - 2016 – Web Star Of The Year[13]
  - 2024 – Best Sex Scene - Gonzo per Take Me Your Breeder con Blake Blossom, Angela White, Angel Youngs e Manuel Ferrera[14]
  - 2025 - Best Sex Scene - Vignette per Negotiation con Jennifer White e Jason Luv[15]